# 塔耶·阿茨克·塞拉西
塔耶·阿茨克·塞拉西·阿姆德（羅馬化：Taye Atske Selassie Amde，1956年1月13日—），埃塞俄比亚外交官，自2024年10月7日起任第6任埃塞俄比亚总统。他曾任埃塞俄比亚常驻联合国代表、埃塞俄比亚驻洛杉矶总领事、埃塞俄比亚驻埃及大使，2024年2月接任埃塞俄比亚外交部长。